# Comté de Montgomery (Ohio)
Pour les articles homonymes, voir Comté de Montgomery.
Le comté de Montgomery – en anglais : Montgomery County – est un des 88 comtés de l'État de l'Ohio, aux États-Unis.
Son siège est fixé à Dayton.

## Géographie
Selon les données du Bureau du recensement des États-Unis, le comté de Montgomery a une superficie de 1 203 km² (soit 464 mi²), dont 1 196 km² (soit 462 m²) en surfaces terrestres et 7 km² (soit 3 mi²) en surfaces aquatiques.

### Comtés limitrophes
- Comté de Miami, au nord
- Comté de Clark, au nord-est
- Comté de Greene, à l'est
- Comté de Warren, au sud
- Comté de Butler, au sud-ouest
- Comté de Preble, à l'ouest
- Comté de Darke, au nord-ouest

## Démographie
Le comté était peuplé, lors du recensement de 2000, de 559 062 habitants.